# Kunst im öffentlichen Raum in Balve
Kunst im öffentlichen Raum in Balve umfasst öffentlich zugängliche Plastiken, Skulpturen, Brunnen, Wandmalereien, Mosaike und Graffiti im Gebiet der sauerländischen Stadt Balve. Die nachstehende Liste von Kunstwerken im öffentlichen Raum ist nicht vollständig. Sie wird kontinuierlich ergänzt.

## Liste
| Bild           | Titel/Bezeichnung               | Standort                 | Künstler             | Entstehung | Anmerkungen |
| -------------- | ------------------------------- | ------------------------ | -------------------- | ---------- | --- |
| weitere Bilder | Hoffmeister-Pröpper-Brunnen     | Hauptstraße Lage         | Greitemann           | 1957       | Bruchsteinbrunnen zum Gedächtnis an Franz Hoffmeister, den Begründer des Sauerländer Heimatbundes, und Theodor Pröpper. Am Brunnen sind Bronzereliefe mit den Porträts beider Personen sowie vier Wappenschilde und eine Schrifttafel angebracht. |
| weitere Bilder | Stadtbrunnen Schraube ohne Ende | Dreikönigsgasse Lage     | Sprenger und Langohr |            | Brunnen mit sieben Bronzeskulpturen, die Balver Persönlichkeiten darstellen |
| weitere Bilder | Mammutparade                    | Im Stadtgebiet verteilt  | Helga Schepp         | 2011       | Tierparade: 30 je 70 kg schwere Plastiken aus glasfaserverstärktem Kunststoff in der Form eines Mammuts |
|                | Drei Kronen                     | Im Brauke/Brobbecke Lage |                      | 2012       | Kunst im Kreisverkehr: Drei 7,85 m lange und 2,50 m hohe Stahlelemente, die für die im Garbecker Wappen enthaltenen drei Kronen stehen |
|                | Weltkugel                       | Am Pickhammer Lage       |                      | 2012       | Kunst im Kreisverkehr: Stahlskulptur, die eine Weltkugel darstellt |